# Next Avengers: Heroes of Tomorrow
Next Avengers: Heroes of Tomorrow (no Brasil, Os Novos Vingadores: Heróis do Amanhã e em Portugal, Novos Vingadores: Heróis do Amanhã) é um filme de animação nipo-americana de 2008 dos gêneros "Aventura" e "Super-Heróis", dirigido por Jay Oliva. Lançamento diretamente para vídeo, é o quinto desenho animado com os super-heróis da Marvel Comics para a Lions Gate Entertainment.
O projeto foi inicialmente anunciado como Teen Avengers e depois Avengers Reborn. Finalmente escolheu-se o título Next Avengers (Próximos Vingadores), havendo a inclusão posterior do subtítulo.
Nos quadrinhos, os Vingadores do Amanhã (The Next Avengers) estrearam em  Avengers #1, como parte do evento chamado "Era Heróica". O grupo aparece lutando contra Immortus.

## Sinopse
Sempre que as forças do mal ameaçaram a humanidade, os heróis mais poderosos da Terra, os Vingadores estavam lá para detê-los, até que em uma luta final foram derrotados pelo indestrutível robô Ultron. Mas nem tudo está perdido, Tony Stark, o Homem de Ferro manteve os filhos dos Vingadores em segurança para se tornarem futuros heróis. Agora, James (filho do Capitão América  e da Viúva Negra), Torunn (filha de Thor e Sif), Azari (filho do Pantera Negra e da Tempestade), e Pym Jr. (Filho de Henry Pym e da Vespa) devem terminar a luta que seus pais começaram. Logo Francis Barton (filho do Gavião Arqueiro e da Harpia) irá se juntar a eles. Mas será que cinco adolescentes serão suficientes para destruir a máquina que derrotou seus pais? Para esta nova batalha eles vão à procura de O Incrível Hulk que terá que se unir aos jovens e então formarem “Os Heróis do Futuro”.

## Vozes
| Personagens                      | Atores              |
| -------------------------------- | ------------------- |
| James Rogers                     | Noah Crawford       |
| Torunn                           | Brenna O'Brien      |
| Azari                            | Dempsey Pappion     |
| Henry Pym Jr.                    | Aidan Drummond      |
| Francis Barton                   | Adrian Petriw       |
| Homem de Ferro Tony Stark Ultron | Tom Kane            |
| Visão                            | Shawn MacDonald     |
| Thor                             | Michael Adamthwaite |
| Betty Ross                       | Nicole Oliver       |
| Bruce Banner                     | Ken Kramer          |
| Hulk                             | Fred Tatasciore     |

## Personagens
- James Rogers, que possui um dispositivo no braço que cria escudos de energia, dispositivo usado pelo Capitão América impostor Skrull, é um líder natural, excelente lutador e acrobata. Além de ser cabeça dura.
- Torunn, que possui uma espada asgardiana mágica, que somente pode ser empunhada por ela. Disseram-lhe que seu pai abandonou a Terra e ela não entende porque ficou para trás. Ela depois consegue entender porque seu pai a deixou na Terra e resolveu ficar na Terra.
- Azari, que Possui a habilidade marcial de seu pai e consegue emitir descargas elétricas herdadas da mãe.
- Henry Pym Jr., o mais jovem das crianças, possui o poder de seu pai Henry Pym de diminuir e aumentar de tamanho corporal, além de voar e disparar "ferrões" energéticos como sua mãe Janet. Ele possui um grande intelecto, embora seja bastante infantil.
- Francis Barton, que arco e flechas especiais como seu pai, é o mais velho das crianças. Gosta de flertar com Torunn.
- Tony Stark, mentor dos pequenos vingadores. Depois que os pequenos vingadores descobrem sua base, acionam os vingadores robôs e Tony usa sua armadura até entrar em ação, até ser derrotado por Ultron.
- Bruce Banner, médico que tenta esconder o Hulk, com medo de machucar alguém, até a chegada de Ultron, que depois traz a personalidade de Hulk à tona e consegue derrotar Ultron.
- Betty Ross, companheira de Bruce que agora vive a seu lado depois que seu pai deixa de caçar Hulk.
- Thor, após assumir o posto de Asgard, ele concede a sua filha parte de seus poderes, após ela levar Ultron danificado para o espaço.
- Ultron, criado por Tony para proteger e servir a humanidade, mas este se volta contra Tony e os vingadores, até sofrer uma humilhante derrota por Hulk e ser levado no espaço e deixado a deriva por Torunn.
- Visão, companheiro de Tony que o mantinha avisado do mundo externo, como também dos passos de Ultron.